# کیرشاو
کیرشاو (به آلمانی: Kirschau) یک منطقهٔ مسکونی در آلمان است که در شیرگیزوالده-کیرشاو واقع شده‌است. کیرشاو ۲٬۴۴۲ نفر جمعیت دارد.

## خواهرخوانده
شهر Denkingen خواهرخواندهٔ کیرشاو هست.